# Saša Tomanović
Saša Tomanović (in serbo Саша Томановић?; Sombor, 20 settembre 1989) è un calciatore serbo, centrocampista dello Sloven Ruma.

## Carriera
Ha giocato nella massima serie dei campionati serbo e montenegrino.